# القاضي الجليس
أبو المعالي عبد العزيز بن الحسين بن الحباب الأغلبي السعدي التميمي الصقلي الأنصاري المالكي (490 هـ/1097 م - 561 هـ/1166 م)  ويُعرَف بالقاضي الجليس، هو كاتب وشاعر عربي من صقلية عاش في مصر في القرن السادس الهجري.

## سيرته
ولِدَ عبد العزيز بن الحسين بن الحباب في سنة 410 هـ في جزيرة صقلية، في أسرة عربية تعود أصولها إلى قبيلة تميم، ثُمَّ استوطن مصر لاحقاً حيث مكث حتى وفاته. كان عبد العزيز مُقرَّباً من الخلفاء الفاطميين، ولُقِّب بالقاضي الجليس لمجالستهم، وتولَّى في عهد الخليفة الفائز الفاطمي ديوان الإنشاء. نشبت عداوة بين القاضي الجليس والشاعر ابن الصياد، فهجاه ابن الصياد هجاء مقذعاً في ألف مقطوعة، عيَّره فيها بكبر أنفه، ثُمَّ تصدَّى للدفاع عن القاضي الجليس الشاعر أبو الفتح بن قادوس. تُوفِّي القاضي الجليس في مدينة القاهرة في سنة 561 هـ.

## شعره
كان القاضي الجليس شاعراً بارعاً، وأسلوبه محكم متماسك فصيح، وتناول في شعره النسيب والغزل والشكوى والوصف والمديح والهجاء. ذكر العماد الأصفهاني أنَّه كان أوحد زمانه في الشعر والنثر والترسل.

## وصلات خارجية
- مقتطفات من شعر القاضي الجليس، على موقع المركز الإسلامي للتبليغ.